# Karosa LC 735
Karosa LC 735 je model dálkového a zájezdového autobusu, který vyráběla společnost Karosa Vysoké Mýto v letech 1982 až 1991 (funkční vzorek již v roce 1977). Tyto vozy jsou přímými nástupci typu Karosa ŠD 11.

## Konstrukce
Autobusy LC 735 koncepčně vycházejí z meziměstského linkového vozu Karosa C 734, který se stal základním modelem karosácké řady 700. Vůz LC 735 je dvounápravový autobus s polosamonosnou karoserií panelové konstrukce a motorem umístěným za zadní nápravou. V pravé bočnici se nacházejí dvoje výklopné dveře. První (před přední nápravou) jsou dvoukřídlé, zadní (za zadní nápravou) jsou jednokřídlé a většinou slouží pouze jako nouzový východ. Pohodlné polohovatelné sedačky pro cestující, rozmístěné 2+2 se střední uličkou, jsou umístěny na vyvýšené podestě a díky tomu má zavazadlový prostor mezi nápravami objem 5 m³. Nad sedadly jsou připevněny police se síťkami pro příruční zavazadla (na rozdíl od typu LC 736, kde jsou police s pevným dnem a navíc je tudy přiváděn vzduch nad každé sedadlo). V prostoru předních dveří je často umístěna sklopná sedačka pro zájezdového průvodce.

## Výroba a provoz
První autobus LC 735 byl vyroben již roku 1977, jednalo se ale pouze o funkční vzorek interně označený LC1. Tento vůz byl typický svými dvoukřídlými dveřmi za zadní nápravou. V roce 1982 byly vyrobeny dva vozy LC 735, jeden zkušební, druhý pro Úřad předsedy vlády ČSR. Sériová výroba se rozběhla roku 1983 a trvala až do roku 1991, kdy byla jejich produkce zastavena především z důvodu požadavku vyššího komfortu pro cestující, který souvisel se společensko-ekonomickými změnami na konci 80. let 20. století. Vozy LC 735 a LC 736 začaly být přeřazovány z mezinárodních spojů a zájezdů na vnitrostátní dálkové linky. Model LC 735 byl po ukončení výroby nahrazen typem C 735, který lépe vyhovoval svými druhými dveřmi. V letech 1977–1991 bylo vyrobeno celkem 6519 autobusů LC 735.
Vozy LC 735 jsou provozovány dodnes, v současnosti již ale v malém počtu, zejména kvůli velkému stáří a nákupům nových, pohodlnějších a modernějších autobusů.

## Historické vozy

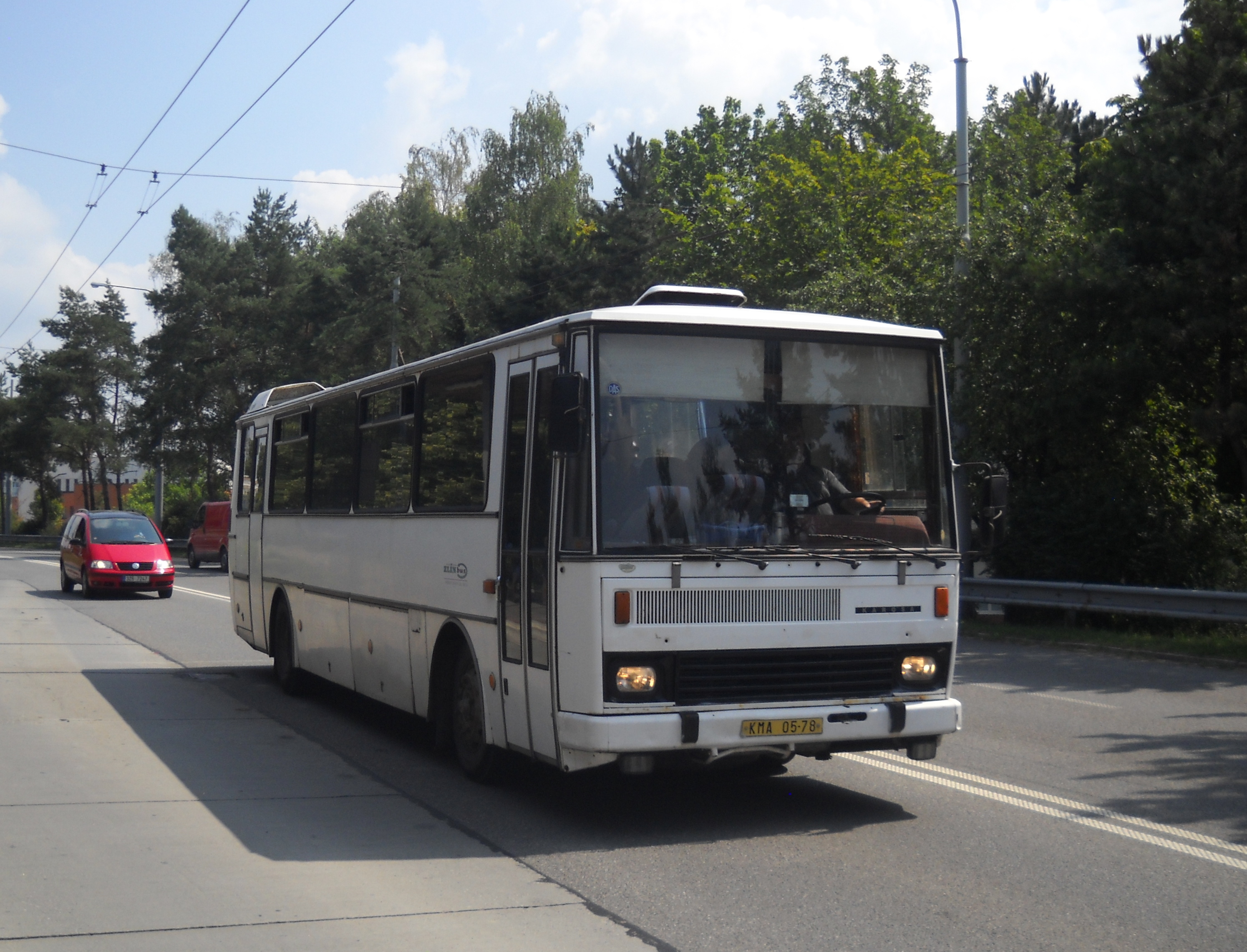
Upravená Karosa LC 735 ve Zlíně

Soukromé sbírky (přehled zdaleka není kompletní):
- občanské sdružení Za záchranu historických autobusů a trolejbusů Jihlava (1 vůz)
- ŠKODA - BUS klub Plzeň (1 vůz, r. v. 1983)
- Auto Skaver-automuzeum Dětřichov (2 vozy)
- soukromý sběratel (1 vůz, ex COMETT PLUS)
- soukromý sběratel (1 vůz LC 735.00, nachází se na Slovensku)
- soukromý sběratel (1 vůz LC 735.00, ex ZOD Kámen)
- neznámý vlastník (1 vůz LC 735.00, nachází se na Slovensku)
- Sokol Čechovice (1 vůz LC 735.00)
- soukromý sběratel (1 vůz LC 735.40, nachází se na Slovensku)
- Autoškola Baumruk (1 vůz LC 735.00, SPZ 10V 0645)
- Albatros klub (1 vůz LC 735.40, SPZ BL-400AH)
- soukromý sběratel (SPZ 3AU 5730, ex Armáda České republiky)
- soukromý sběratel (1 vůz LC 735.20, r. v. 1986, SPZ OPM 03-34, ex Hasičský záchranný sbor ČR)
- Destinační agentura České středohoří (1 vůz LC 735.00, r. v. 1986, SPZ 8A9 3240)

## Podtypy
- Karosa LC 735.00 - tzv. Atmosférák

- maďarská zadní náprava Rába (hlučná), atmosférický motor LIAZ ML 635
- Karosa LC 735.20 - tzv. Malé turbo (někdy jen jako turbo)

- modernizovaná zadní náprava (tichá), přeplňovaný motor LIAZ ML 636
- Karosa LC 735.22
- Karosa LC 735.40 - tzv. Velké turbo

- motor LIAZ ML 637
- Karosa LC 735.1011 - stejný typ jako .40, ale jinak označená